# Prix Pierre-Vadeboncœur
Le Prix Pierre-Vadeboncœur est un prix littéraire québécois.
Il a été créé par la Confédération des syndicats nationaux (CSN) pour honorer la mémoire du syndicaliste et essayiste Pierre Vadeboncœur décédé en 2010. Il a œuvré durant plus de 25 ans à la CSN.
Ce prix est décerné annuellement par la Confédération des syndicats nationaux (CSN), il récompense l'auteur d'un essai en sciences humaines, sociales ou politique avec un contenu qui fait avancer la réflexion collective dans le sens d'une plus grande justice sociale et d'une meilleure connaissance, tant sociologique qu'historique, de la société québécoise.
Il est doté d’une bourse de 5 000 $. Ce prix veut souligner la contribution majeure d’un essai publié au Québec au cours de l’année écoulée.

## Lauréats
- 2011 - Bernard Émond, Il y a trop d’images[4]

- 2012 - Lise Payette, Le mal du pays[5]

- 2013 - Roger Payette et Jean-François Payette, Ce peuple qui ne fut jamais souverain[6]

- 2014 - Alain Denault, Paradis fiscaux, la filière canadienne[7].

- 2015 - Aurélie Lanctôt, Les libéraux n’aiment pas les femmes[8]

- 2016 - Normand Baillargeon, La dure école[9]

- 2017 - Josée Boileau, Avec le recul, Yvan Lamonde, Un coin dans la mémoire[10]

- 2018 - Anne-Marie Saint-Cerny, Mégantic[11]

- 2019 - Yvon Rivard, Le chemin de l’école[12]

- 2020 - Mathieu Bélisle, L'empire invisible[13]

- 2021 - Serge Bouchard, Mark Fortier, Du diesel dans les veines[14]

- 2022 - Mélikah Abdelmoumen, Baldwin, Styron et moi[15] / Jean-François Nadeau, Sale temps
- 2023 - Dahlia Namian, La société de provocation
- 2024 - Julia Posca, Travailler moins ne suffit pas / Anne Plourde, Santé inc. - Mythes et faillites du privé en santé[16]